# هری واربرتون
هری واربرتون (انگلیسی: Harry Warburton; ۱۰ آوریل ۱۹۲۵ – ۱ ژانویهٔ ۲۰۰۵) از برندگان مدال‌های بازی‌های المپیک زمستانی اهل سوئیس بود.